# Força eletrofraca
Na física de partículas, a interação eletrofraca ou força eletrofraca é a descrição unificada de duas das quatro interações fundamentais conhecidas da natureza: o eletromagnetismo e a interação fraca. Embora essas duas forças pareçam muito diferentes nas baixas energias diárias, a teoria as modela como dois aspectos diferentes da mesma força. Acima da energia de unificação, da ordem de 246 GeV, elas se fundiriam em uma única força. Assim, se o universo estiver quente o suficiente (aproximadamente 1015 K, uma temperatura não ultrapassada desde logo após o Big Bang), então a força eletromagnética e a força fraca se fundirão em uma força eletrofraca combinada. Durante a Era Quark, a força eletrofraca se dividia em força eletromagnética e fraca.
Sheldon Glashow, Abdus Salam,  e Steven Weinberg  foram agraciados com o Prêmio Nobel de Física de 1979 por suas contribuições para a unificação da interação fraca e eletromagnética entre partículas elementares, conhecida como teoria de Weinberg-Salam.  A existência de interações eletrofracas foi experimentalmente estabelecida em dois estágios, o primeiro sendo a descoberta de correntes neutras no espalhamento de neutrinos pela colaboração de Gargamelle em 1973, e o segundo em 1983 pelas colaborações UA1 e UA2 que envolveram a descoberta dos bósons de calibre W e Z em colisões próton-antipróton no acelerador Super Proton Synchrotron. Em 1999, Gerardus 't Hooft e Martinus Veltman receberam o prêmio Nobel por mostrar que a teoria eletrofraca é renormalizável.

## História
Depois que o experimento de Wu descobriu a violação de paridade na interação fraca, uma busca começou por uma maneira de relacionar as interações fraca e eletromagnética. Estendendo o trabalho de seu orientador de doutorado Julian Schwinger, Sheldon Glashow primeiro experimentou introduzir duas simetrias diferentes, uma quiral e uma aquiral, e combinou-as de forma que sua simetria geral permanecesse ininterrupta. Isso não gerou uma teoria renormalizável e a simetria teve que ser quebrada à mão, pois nenhum mecanismo espontâneo era conhecido, mas previu uma nova partícula, o bóson Z. Isso recebeu pouca atenção, pois não correspondeu a nenhum achado experimental.
Em 1964, Salam e Weinberg tiveram a mesma ideia, mas previram um fóton sem massa e três bósons de calibre massivos com uma simetria quebrada manualmente. Mais tarde, por volta de 1967, ao investigar a quebra espontânea de simetria, Weinberg encontrou um conjunto de simetrias que previa um bóson de calibre neutro sem massa. Inicialmente rejeitando tal partícula como inútil, mais tarde ele percebeu que suas simetrias produziram a força eletrofraca, e ele passou a prever massas aproximadas para W e Z bósons . Significativamente, ele sugeriu que essa nova teoria era renormalizável. Em 1971, Gerard 't Hooft provou que simetrias de calibre quebradas espontaneamente são renormalizáveis mesmo com bósons de calibre massivos.

## Formulação

O ângulo de mistura eletrofraca de Weinberg θ e a relação entre as constantes de acoplamento g, g′ e e. Adaptado do livro de TD Lee, Particle Physics and Introduction to Field Theory (1981)

A distribuição de isospin fraco,, e hipercarga fraca,, das partículas elementares conhecidas, mostrando a carga elétrica, Q, ao longo do ângulo de mistura eletrofraca. O campo neutro de Higgs (no círculo) quebra a simetria eletrofraca e interage com outras partículas para dar-lhes massa. Três componentes do campo de Higgs tornam-se parte dos massivos bósons W e Z

Matematicamente, o eletromagnetismo é unificado com as interações fracas como um campo de Yang-Mills com um grupo de calibre SU(2) × U(1) , que descreve as operações formais que podem ser aplicadas aos campos de calibre eletrofracos sem alterar a dinâmica do sistema. Estes domínios são os campos de isospin fraco W1, W2, e W3, e o campo de hipercarga fraca B. Essa invariância é conhecida como simetria eletrofraca.
Os geradores de SU(2) e U(1) recebem o nome de isospin fraco (chamado de T) e hipercarga fraca (chamada de Y), respectivamente. Estes então dão origem aos bósons de calibre que medeiam as interações eletrofracas - os três bósons W de isospin fraco W1, W2, e W3 e o bóson B de hipercarga fraca, respectivamente, todos os quais são "inicialmente" sem massa. Esses ainda não são campos físicos, antes da quebra espontânea da simetria e do mecanismo de Higgs associado.
No modelo padrão, os bósons W± e Z0 e o fóton são produzidos por meio da quebra espontânea de simetria eletrofraca SU(2) × U(1)Y a U(1)em,  efetuada pelo mecanismo de Higgs (ver também bóson de Higgs), um elaborado fenômeno teórico de campo quântico que "espontaneamente" altera a realização da simetria e reorganiza os graus de liberdade.
A carga elétrica surge como uma combinação linear (não trivial) de Y (hipercarga fraca) e o componente T3 do isospin fraco ({\displaystyle Q=T_{3}+{\tfrac {1}{2}}Y_{\mathrm {W} }}) que não se acopla ao bóson de Higgs - ou seja, o Higgs e o campo eletromagnético não têm efeito um sobre o outro no nível das forças fundamentais ("nível de árvore"), enquanto qualquer outra combinação linear da hipercarga e do isospin fraco irá interagir com o Higgs. Isso causa uma separação aparente entre a força fraca, que interage com o Higgs, e o eletromagnetismo, que não interage. Matematicamente, a carga elétrica é uma combinação específica da hipercarga e T3 delineada na figura.
U(1)em (o grupo de simetria do eletromagnetismo) é definido como o grupo gerado por esta combinação linear especial, e a simetria descrita por este grupo é ininterrupta, uma vez que não interage diretamente com o Higgs (mas o faz por meio de flutuações quânticas).
A quebra espontânea de simetria acima faz com que os bósons W3 e B se aglutinem em dois bósons físicos diferentes com massas diferentes - o bóson Z0 e o fóton (γ),
{\displaystyle {\begin{pmatrix}\gamma \\Z^{0}\end{pmatrix}}={\begin{pmatrix}\cos \theta _{\text{W}}&\sin \theta _{\text{W}}\\-\sin \theta _{\text{W}}&\cos \theta _{\text{W}}\end{pmatrix}}{\begin{pmatrix}B\\W_{3}\end{pmatrix}},}
onde θW é o ângulo de mistura eletrofraca. Os eixos que representam as partículas, essencialmente apenas foram rodados no plano (W3, B) pelo ângulo θW. Isso também introduz uma incompatibilidade entre as massas das partículas 
Z0
 e 
W±
 (denotadas como MZ e MW , respectivamente),
{\displaystyle M_{\text{Z}}={\frac {M_{\text{W}}}{\cos \theta _{\text{W}}}}.}
Os bósons W1 e W2, por sua vez, combinam-se para produzir bósons massivos carregados
{\displaystyle W^{\pm }={\frac {1}{\sqrt {2}}}(W_{1}\mp iW_{2}).}

## Lagrangiano

### Antes da quebra de simetria eletrofraca
O Lagrangiano para as interações eletrofracas é dividido em quatro partes antes que a quebra de simetria eletrofraca se manifeste,
{\displaystyle {\mathcal {L}}_{\text{EW}}={\mathcal {L}}_{g}+{\mathcal {L}}_{f}+{\mathcal {L}}_{h}+{\mathcal {L}}_{y}~.}
O termo {\displaystyle {\mathcal {L}}_{g}} descreve a interação entre os três bósons vetoriais W e o bóson vetorial B,
{\displaystyle {\mathcal {L}}_{g}=-{\tfrac {1}{4}}W_{a}^{\mu \nu }W_{\mu \nu }^{a}-{\tfrac {1}{4}}B^{\mu \nu }B_{\mu \nu }},
onde {\displaystyle W^{a\mu \nu }} ({\displaystyle a=1,2,3}) e {\displaystyle B^{\mu \nu }} são os tensores de intensidade de campo para os campos de calibre de isospin fraco e hipercarga fraca.
{\displaystyle {\mathcal {L}}_{f}} é o termo cinético para o Modelo Padrão de férmions. A interação entre os bósons de calibre e os férmions se dão pela derivade covariante de calibre,
{\displaystyle {\mathcal {L}}_{f}={\overline {Q}}_{i}iD\!\!\!\!/\;Q_{i}+{\overline {u}}_{i}iD\!\!\!\!/\;u_{i}+{\overline {d}}_{i}iD\!\!\!\!/\;d_{i}+{\overline {L}}_{i}iD\!\!\!\!/\;L_{i}+{\overline {e}}_{i}iD\!\!\!\!/\;e_{i}},
onde o subscrito i percorre as três gerações de férmions; Q, u e d são os campos de quarks correspondendo ao dubleto levógiro, singleto dextrógiro up, e singleto dextrógiro down; e L e e são os campos de elétrons do dubleto levógiro e singleto dextrógiro. A barra de Feynman {\displaystyle D\!\!\!\!/}  significa a contração do quadri-gradiente com as matrizes de Dirac
{\displaystyle D\!\!\!\!/=\gamma ^{\mu }D_{\mu }}
e a derivada covariante é (excluindo o campo de calibre do glúon para a interação forte)
{\displaystyle D_{\mu }:=\partial _{\mu }-i{\frac {g'}{2}}Y\,B_{\mu }-i{\frac {g}{2}}T_{j}\,W_{\mu }^{j}}
Aqui {\displaystyle Y} é a hipercarga fracais e {\displaystyle T_{j}} são os componentes do isospin fraco.
O termo {\displaystyle {\mathcal {L}}_{h}} descreve o campo de Higgs e suas interações consigo mesmo e com os bósons de calibre,
{\displaystyle {\mathcal {L}}_{h}=|D_{\mu }h|^{2}-\lambda \left(|h|^{2}-{\frac {v^{2}}{2}}\right)^{2}}
O termo {\displaystyle {\mathcal {L}}_{y}} descreve a interação de Yukawa com os férmions,
{\displaystyle {\mathcal {L}}_{y}=-y_{u\,ij}\epsilon ^{ab}\,h_{b}^{\dagger }\,{\overline {Q}}_{ia}u_{j}^{c}-y_{d\,ij}\,h\,{\overline {Q}}_{i}d_{j}^{c}-y_{e\,ij}\,h\,{\overline {L}}_{i}e_{j}^{c}+h.c.~,}
e gera suas massas, manifestas quando o campo de Higgs adquire um valor esperado do vácuo diferente de zero, discutido a seguir.

### Depois da quebra de simetria eletrofraca
O Lagrangiano se reorganiza à medida que o bóson de Higgs adquire um valor esperado do vácuo diferente do zero, ditado pelo potencial da seção anterior. Como resultado dessa reescrita, a quebra de simetria se torna manifesta. Na história do universo, acredita-se que isso tenha acontecido logo após o big bang quente, quando o universo estava a uma temperatura de 159,5±1,5 GeV  (assumindo o Modelo Padrão da física de partículas).
Devido à sua complexidade, este Lagrangiano é melhor descrito dividindo-o em várias partes como segue.
{\displaystyle {\mathcal {L}}_{\text{EW}}={\mathcal {L}}_{\text{K}}+{\mathcal {L}}_{\text{N}}+{\mathcal {L}}_{\text{C}}+{\mathcal {L}}_{\text{H}}+{\mathcal {L}}_{\text{HV}}+{\mathcal {L}}_{\text{WWV}}+{\mathcal {L}}_{\text{WWVV}}+{\mathcal {L}}_{\text{Y}}.}
O termo cinético {\displaystyle {\mathcal {L}}_{K}} contém todos os termos quadráticos da Lagrangiana, que incluem os termos dinâmicos (as derivadas parciais) e os termos de massa (visivelmente ausentes da Lagrangiana antes da quebra de simetria)
{\displaystyle {\begin{aligned}{\mathcal {L}}_{\text{K}}=\sum _{f}{\overline {f}}(i\partial \!\!\!/\!\;-m_{f})f-{\frac {1}{4}}A_{\mu \nu }A^{\mu \nu }-{\frac {1}{2}}W_{\mu \nu }^{+}W^{-\mu \nu }+m_{W}^{2}W_{\mu }^{+}W^{-\mu }\\\qquad -{\frac {1}{4}}Z_{\mu \nu }Z^{\mu \nu }+{\frac {1}{2}}m_{Z}^{2}Z_{\mu }Z^{\mu }+{\frac {1}{2}}(\partial ^{\mu }H)(\partial _{\mu }H)-{\frac {1}{2}}m_{H}^{2}H^{2}~,\end{aligned}}}
onde a soma percorre todos os férmions da teoria (quarks e léptons), e os campos {\displaystyle A_{\mu \nu }}, {\displaystyle Z_{\mu \nu }}, {\displaystyle W_{\mu \nu }^{-}}, and {\displaystyle W_{\mu \nu }^{+}\equiv (W_{\mu \nu }^{-})^{\dagger }}  são dados como
{\displaystyle X_{\mu \nu }^{a}=\partial _{\mu }X_{\nu }^{a}-\partial _{\nu }X_{\mu }^{a}+gf^{abc}X_{\mu }^{b}X_{\nu }^{c}~,}
com ‘{\displaystyle X}’  a ser substituído pelo campo relevante ({\displaystyle A}, {\displaystyle Z}, {\displaystyle W^{\pm }}), e  f  abc pelas constantes de estrutura do grupo de calibres apropriado.
As componentes do Lagrangiano para a corrente neutra {\displaystyle {\mathcal {L}}_{\text{N}}} e para a corrente carregada {\displaystyle {\mathcal {L}}_{\text{C}}} contêm as interações entre os férmions e os bósons de calibre,
{\displaystyle {\mathcal {L}}_{\text{N}}=eJ_{\mu }^{\text{em}}A^{\mu }+{\frac {g}{\cos \theta _{W}}}(J_{\mu }^{3}-\sin ^{2}\theta _{W}J_{\mu }^{\text{em}})Z^{\mu }\,,}
onde {\displaystyle e=g\sin \theta _{\text{W}}=g'\cos \theta _{\text{W}}\,.} A corrente eletromagnética {\displaystyle J_{\mu }^{\text{em}}} é
{\displaystyle J_{\mu }^{\text{em}}=\sum _{f}q_{f}{\overline {f}}\gamma _{\mu }f},
onde {\displaystyle q_{f}^{}} são as cargas elétricas dos férmions. A corrente neutra fraca {\displaystyle J_{\mu }^{3}}  é
{\displaystyle J_{\mu }^{3}=\sum _{f}I_{f}^{3}{\overline {f}}\gamma _{\mu }{\frac {1-\gamma ^{5}}{2}}f}
onde {\displaystyle I_{f}^{3}} é o isospin fraco dos férmions.
A parte da corrente carregada da Lagrangiana é dada por
{\displaystyle {\mathcal {L}}_{\text{C}}=-{\frac {g}{\sqrt {2}}}\left[{\overline {u}}_{i}\gamma ^{\mu }{\frac {1-\gamma ^{5}}{2}}M_{ij}^{\text{CKM}}d_{j}+{\overline {\nu }}_{i}\gamma ^{\mu }{\frac {1-\gamma ^{5}}{2}}e_{i}\right]W_{\mu }^{+}+{\text{h.c.}}~,}
onde {\displaystyle {\mathcal {L}}_{\text{H}}} contém os termos de auto interação de três e quatro pontos de Higgs,
{\displaystyle {\mathcal {L}}_{\text{H}}=-{\frac {gm_{H}^{2}}{4m_{W}}}H^{3}-{\frac {g^{2}m_{H}^{2}}{32m_{W}^{2}}}H^{4}~.}
{\displaystyle {\mathcal {L}}_{\text{HV}}} contém as interações de Higgs com os bósons vetoriais de calibre,
{\displaystyle {\mathcal {L}}_{\text{HV}}=\left(gm_{W}H+{\frac {g^{2}}{4}}H^{2}\right)\left(W_{\mu }^{+}W^{-\mu }+{\frac {1}{2\cos ^{2}\theta _{W}}}Z_{\mu }Z^{\mu }\right).}
{\displaystyle {\mathcal {L}}_{\text{WWV}}} contém as auto interações de três pontos de calibre,
{\displaystyle {\mathcal {L}}_{\text{WWV}}=-ig[(W_{\mu \nu }^{+}W^{-\mu }-W^{+\mu }W_{\mu \nu }^{-})(A^{\nu }\sin \theta _{W}-Z^{\nu }\cos \theta _{W})+W_{\nu }^{-}W_{\mu }^{+}(A^{\mu \nu }\sin \theta _{W}-Z^{\mu \nu }\cos \theta _{W})].}
{\displaystyle {\mathcal {L}}_{\text{WWVV}}} contém as auto interações de quatro pontos de calibre,
{\displaystyle {\begin{aligned}{\mathcal {L}}_{\text{WWVV}}=-{\frac {g^{2}}{4}}{\Big \{}&[2W_{\mu }^{+}W^{-\mu }+(A_{\mu }\sin \theta _{W}-Z_{\mu }\cos \theta _{W})^{2}]^{2}\\&-[W_{\mu }^{+}W_{\nu }^{-}+W_{\nu }^{+}W_{\mu }^{-}+(A_{\mu }\sin \theta _{W}-Z_{\mu }\cos \theta _{W})(A_{\nu }\sin \theta _{W}-Z_{\nu }\cos \theta _{W})]^{2}{\Big \}}.\end{aligned}}}
{\displaystyle {\mathcal {L}}_{\text{Y}}} contém as interações Yukawa entre os férmions e o campo de Higgs,
{\displaystyle {\mathcal {L}}_{\text{Y}}=-\sum _{f}{\frac {gm_{f}}{2m_{W}}}{\overline {f}}fH.}
Note os fatores {\displaystyle {\tfrac {1}{2}}(1-\gamma ^{5})} nos acoplamentos fracos: esses fatores projetam os componentes levógiros dos campos de spinor. É por isso que se diz que a teoria eletrofraca é uma teoria quiral.